# Révész Géza (katona)
Révész Géza (Sátoraljaújhely, 1902. augusztus 31. – Budapest, 1977. január 22.) mérnök-vezérezredes, honvédelmi miniszter, diplomata.

## Élete
1915-ben Budapesten ezüstkovács szakmát tanult. Részt vett a budapesti Szabadság Munkásképző Egylet szervezésében. Megalakulásától tagja volt a KMP-nek (1918. november 24.). A Tanácsköztársaság idején harcolt a Vörös Hadseregben, a Tanácsköztársaság bukása után Ausztriába, majd Csehszlovákiába emigrált. Hazatérése után a KIMSZ-ben végzett szervező munkát. 1922-ben letartóztatták, 10 évi fegyházra ítélték (1923. május 12.).
Közel egy év raboskodást követően, fogolycserével a Szovjetunióba került (1924. március 21.). Itt elvégezte a műegyetemet (1934) és I. osztályú mérnök-tiszt lett a szovjet Vörös Hadseregben. 1943-ban műszaki parancsnokhelyettes Cseljabinszkban. 1944. szeptemberben a kijevi partizániskola parancsnoka lett.
A szovjet hadsereg soraiban részt vett a magyarországi harcokban. 1945-től 1947-ig az MKP Központi Vezetősége káderosztályának vezetőhelyettese, illetve a Karhatalmi Osztály vezetője volt. 1947–48-ban rendkívüli és meghatalmazott varsói követ. 1948-ban altábornagyként Katonapolitikai főcsoportfőnöki beosztást kapott a Honvédelmi Minisztériumban. Később a néphadsereg főfelügyelője.
1950-ben, mint a katonai elhárítás vezetője – Farkas Mihály, akkori honvédelmi miniszter utasítására – információkat gyűjtött a tábornoki kar tagjairól. Később ezek a kompromittáló adatokat használták fel a tábornokok perében. Ebben a perben Révész maga is részt vett, mint ülnök.
1955–57-ben az Országos Tervhivatal katonai elnökhelyettese volt. 1957. februártól májusig a kormány tagja, 1957. május 9.-től 1960. május 17-éig vezérezredes, honvédelmi miniszter, jelentős szerepet játszott a hadsereg újjászervezésében. Az MSZMP Központi Bizottságának tagja. 1958-tól Bács-Kiskun megye országgyűlési képviselője (1958–67).
1960. május 17. Az Elnöki Tanács fölmentette a honvédelmi miniszteri posztból és kinevezte moszkvai nagykövetté. Ezt a tisztséget 1963-ig töltötte be.
A Magyar–Szovjet Baráti Társaság (MSZBT) alelnöke (1967–77) és a Központi Népi Ellenőrzési Bizottság tagja (1969–77) volt.

## Elismerései
- Magyar Szabadság Érdemrend ezüst fokozat (1946)
- Magyar Köztársasági Érdemrend nagykeresztje 1948)
- Magyar Népköztársasági Érdemrend I. és IV. fokozata (1950)
- Vörös Csillag Érdemrend (1953)
- Munkás-paraszt Hatalomért emlékérem (1957)
- Vörös Zászló érdemrend (1958)
- A Munka Vörös Zászló Érdemrendje (1962)
- Vörös Zászló Rend (szovjet, 1965)
- Szocialista Hazáért Érdemrend (1967)
- A Munka Vörös Zászló Érdemrendje (1968)
- Felszabadulási Jubileumi emlékérem (1970)[2]